# Ананьино (Мышкинский район)
Ананьино — деревня в Мышкинском районе Ярославской области России.
В рамках административно-территориального устройства относится к Зарубинскому сельскому округу Мышкинского района, в рамках организации местного самоуправления включается в Приволжское сельское поселение.

## География
Деревня находится в юго-западной части области, в районе хвойно-широколиственных лесов европейской части Российской Федерации, зоне хвойно-широколиственных лесов. Расположена при небольших просёлочных дорогах. Близ окраины деревни протекает не имеющий названия на картах ручей Никольский, впадающий в реку Волгу. Расстояние до районного центра города Мышкина — меньше 1 км по прямой, город находится к востоку от деревни. Абсолютная высота над уровнем моря — 123 или 118 метров. Согласно ОКАТО, в населённом пункте улицы отсутствуют, есть только отдельные дома. Однако по КЛАДР есть одна улица, носящая наименование «Территория Автодорога Ананьино».

### Климат
Климат населённого пункта характеризуется как умеренно континентальный, со средней теплоты летом, во время которого выпадает много осадков, и не очень холодной зимой. В среднем температура зимой (январь) составляет -10,1 оС, летом (июль) +18,0 оС. Средняя многолетняя температура — +4,4 оС. Наименьшая зафиксированная — -46,0 оС, наибольшая +36,0 оС. За год выпадает примерно 641 мм осадков, больше половины (70%) — в теплую погоду. Больше всего осадков выпадет в августе, меньше всего в феврале. Снег начинает ложиться в середине ноября и тает до середины апреля. Держится снежный покров в среднем 155 дней, достигая высоты в 50-60 см. Почвы промерзают до 120 мм. Наиболее обычен юго-западный ветер средней скоростью 3,6 м/сек. Наиболее редки северо-восточные ветра.

### Часовой пояс
Деревня Ананьино, как и вся Ярославская область, находится в часовой зоне МСК (московское время). Смещение применяемого времени относительно UTC составляет +3:00.

## История
Основана до 1857 года. В 1859 году казенная деревня, при ней имелся пруд. Административно относилась к Ярославской губернии, Мышкинскому уезду, 2-го стана. На 1901 год — та же губерния, Мышкинский уезд, Поводневская волость, Чебыхинское общество.

## Население
| 2007 | 2010 |
| ---- | ---- |
| 12   | ↘7   |

На 1857 год 9 дворов, на 1865 5 дворов, проживало 42 человека (19 мужского пола и 23 женского). На 1901 — 9 дворов по данным сельских старост и 11 согласно статистическому бюро.

### Национальный состав
Согласно результатам переписи 2002 года, в национальной структуре населения русские составляли 100% из 12 человек, прописанных в деревне.

## Инфраструктура
Индивидуальная застройка усадебного типа.